# Bisterschied
Bisterschied är en Gemeinde i Donnersbergkreis i det tyska förbundslandet Rheinland-Pfalz. Bisterschied, som för första gången nämns i ett dokument från år 1128, har cirka 
200 invånare.
Kommunen ingår i kommunalförbundet Verbandsgemeinde Nordpfälzer Land tillsammans med ytterligare 35 kommuner.